# Kantonlilja
Kantonlilja (Lilium brownii) är en art i familjen liljeväxter från Kina. Arten odlas ibland som trädgårdsväxt, men är tveksamt härdig i Sverige.

## Varieteter
Två varieteter kan urskiljas:
- var. brownii - har linjära till lansettlika blad.
- var. viridulum - har omvänt lansettlika till omvänt äggrunda blad.

## Synonymer
var. brownii
- Lilium australe Stapf
- Lilium brownii var. australe (Stapf) Stearn
- Lilium brownii var. chloraster Baker
- Lilium brownii var. platyphyllum Baker

var. viridulum Baker
- Lilium aduncum Elwes
- Lilium brownii var. odorum (Planch.) Baker
- Lilium longiflorum var. purpureoviolaceum H.Lév.
- Lilium odorum Planch.